# Narmandachyn Lchamgarmaa
Narmandachyn Lchamgarmaa (ur. 10 kwietnia 1990)  – mongolski zapaśnik walczący w stylu wolnym. Zajął 25 miejsce na mistrzostwach świata w 2017. Brązowy medalista Mistrzostw Azji w 2014. Wojskowy mistrz świata w 2014 roku.